# Under the Iron Sea
Under the Iron Sea is het tweede studioalbum van de Britse band Keane. Het album kwam in Nederland uit op 9 juni 2006 (in de Verenigde Staten en Canada op 20 juni). 

## Kenmerken
Het album zet de lijn van het eerste album Hopes and Fears voort, maar klinkt iets donkerder en wat elektronischer. Ook dit album werd zonder gitaren geproduceerd. Het gitaarachtige geluid in de intro van "Is It Any Wonder?" komt voort uit Tim Rice-Oxley's piano dankzij het gebruik van effectpedalen die normaliter alleen op gitaren aangesloten. 
De coverafbeelding en ander artwork werd gemaakt door Sanna Annukka, een Finse artiest.
Nothing in My Way, Try Again en Hamburg Song werden al gespeeld tijdens hun tour in 2005. Is It Any Wonder?, Atlantic en Crystal Ball beleefden hun primeur tijdens een geheim concert op 5 april in Londen.

## Tracklist
1. "Atlantic"
2. "Is It Any Wonder?"
3. "Nothing In My Way"
4. "Leaving So Soon?"
5. "A Bad Dream"
6. "Hamburg Song"
7. "Put It Behind You"
8. "The Iron Sea" (op sommige cd's heeft dit nummer geen eigen tracknummer)
9. "Crystal Ball"
10. "Try Again"
11. "Broken Toy"
12. "The Frog Prince"

## Trivia
- Tom Chaplin's favoriete nummer van het album is Crystal Ball.

## Singles
De eerste single, Atlantic, was een download-only single vanaf 25 april 2006. Er hoort een zwart-wit video bij, geregisseerd door Irvine Welsh, die is opgenomen op het strand van Sussex. Officieel wordt Is It Any Wonder? als eerste single van het album gezien.
Singles met hitnoteringen in de Nederlandse Top 40:
|    | Titel               | Release    | Hoogste positie | Aantal weken |
| -- | ------------------- | ---------- | --------------- | ------------ |
| 1. | "Is It Any Wonder?" | 29-05-2006 | 7               | 17           |
| 2. | "Crystal Ball"      | 21-08-2006 | 20              | 11           |
| 3. | "Nothing In My Way" | 30-10-2006 | 27              | 9            |
| 4. | "A Bad Dream"       | 22-01-2007 | 33              | 3            |